# Светско првенство у кошарци до 21 године
Светско првенство у кошарци до 21. године је било репрезентативно такмичење које је организовала ФИБА. Такмичење је основано 1993. и одржавало се сваке четврте године закључно са 2005. након чега је укинуто. На прва два издања важила је старосна граница до 22 године, па је и назив такмичења био у складу са тим. Најтрофејнија репрезентација биле су САД са освојене две златне медаље, а поред њих са још по једним златом окитиле су се Аустралија и Литванија.

## Првенства
| Година       | Домаћин       | Финале     | Финале   | Финале     | Меч за треће место | Меч за треће место | Меч за треће место     |
| Година       | Домаћин       | Злато      | Резултат | Сребро     | Бронза             | Резултат           | Четврто место          |
| ------------ | ------------- | ---------- | -------- | ---------- | ------------------ | ------------------ | ---------------------- |
| 1993. детаљи | Ваљадолид     | САД        | 87-73    | Француска  | Бразил             | 79-76              | Италија                |
| 1997. детаљи | Мелбурн       | Аустралија | 88-73    | Аустралија | СР Југославија     | 84-72              | Аргентина              |
| 2001. детаљи | Саитама       | САД        | 89-80    | Хрватска   | Аргентина          | 87-82              | Доминиканска Република |
| 2005. детаљи | Мар дел Плата | Литванија  | 65-63    | Грчка      | Канада             | 79-74              | Аустралија             |

## Медаље
| Ранг | Држава         | Злато | Сребро | Бронза | Укупно |
| 1    | САД            | 2     | -      | -      | 2      |
| 2    | Аустралија     | 1     | -      | -      | 1      |
| 3    | Литванија      | 1     | -      | -      | 1      |
| 4    | Грчка          | -     | 1      | -      | 1      |
| 5    | Порторико      | -     | 1      | -      | 1      |
| 6    | Француска      | -     | 1      | -      | 1      |
| 7    | Хрватска       | -     | 1      | -      | 1      |
| 8    | Аргентина      | -     | -      | 1      | 1      |
| 9    | Бразил         | -     | -      | 1      | 1      |
| 10   | Канада         | -     | -      | 1      | 1      |
| 11   | СР Југославија | -     | -      | 1      | 1      |

- Европско првенство у кошарци до 16 година
- Европско првенство у кошарци до 18 година
- Европско првенство у кошарци до 20 година
- Светско првенство у кошарци до 17 година
- Светско првенство у кошарци до 19 година